# Pseudocloeon calcaratum
Pseudocloeon calcaratum is een haft uit de familie Baetidae. De wetenschappelijke naam van de soort is voor het eerst geldig gepubliceerd in 1972 door Keffermüller.
De soort komt voor in het Palearctisch gebied.